# Gymnostachyum variegatum
Gymnostachyum variegatum là một loài thực vật có hoa trong họ Ô rô. Loài này được Hallier f. mô tả khoa học đầu tiên năm 1898.